# معركة الثغرة
| معركة الثغرة The Battle of the Bulge | |
| الحرب العالمية الثانية | |
| تعليق | |
| صورة من المعركة | |
| أهداف الهجوم | محاولة الألمان شق صف الحلفاء والالتفاف من الخلف لمحاصرتهم والقضاء عليهم                                        |
| التاريخ | من: 16 ديسمبر 1944 إلى: 25 يناير 1945                                                                          |
| ساحة المعركة | الأردين بين بلجيكا ولوكسمبورغ وفرنسا                                                                           |
| أبرز النتائج | انتصار الحلفاء                                                                                                 |
| أبرز المتحاربين | |
| الولايات المتحدة · المملكة المتحدة | ألمانيا النازية                                                                                                |
| أبرز القادة | |
| الولايات المتحدة · دوايت أيزنهاور · عمر برادلي · جورج باتون · كورتني هودجز · المملكة المتحدة · برنارد مونتغمري                                          | ألمانيا النازية أدولف هتلر غيرد فون رونتشتيت فالتر مودل إريش براندنبرغر هاسو فون مانتوفل سيب ديترتش جوشن بايبر |
| قوى الأطراف المتحاربة | |
| 830,000 جندي 424 دبابة متوسطة ومدمرة دبابات 394 مدفع | 500,000 جندي 500 دبابة متوسطة 1900 مدفع ومدفع صواريخ                                                           |
| الخسائر البشرية | |
| الولايات المتحدة · مجموع الضحايا: 80,987 · قتلى: 19,276 · جرحى: 41,493 · أسرى والمفقودين: 23,554 · المملكة المتحدة · قتلى: 200 · جرحى أو مفقودين: 1,400 | ألمانيا النازية مجموع الضحايا: 84,834 قتلى: 15,652 جرحى: 41,600 أسرى والمفقودين: 27,582                        |
| مجموع عدد الضحايا: 167,421 | |

معركة الثغرة معروفة عالميا بمسماها الشعبي (بالإنجليزية: The Battle of the Bulge)، وتعرف أيضا بمعركة الأردين، أو هجوم الأردين (بالإنجليزية: The Ardennes  offensive)، وهي هجوم ألماني رئيسي على جبهتهم الغربية في الأردين استمر من 16 ديسمبر 1944 وحتى 25 يناير 1945. حدثت هذه المعركة في نهايات الحرب العالمية الثانية. وقد أطلق عليها الألمان اسم (عملية مراقبة نهر الراين). وسماها الأمريكيون معركة الأردين. ولكن الناس عرفوها ببساطة بمعركة الثغرة.
بدأ الهجوم الألماني في الأردين مدعما بثلاثة عمليات عسكرية أخرى وهي عملية بودنبلات وتعني (عملية الصفائح الأرضية) (بالألمانية Unternehmen Bodenplatte) وعملية غرايف (بالألمانية Unternehmen Greif) وعملية فيرونغ وتعني (عملية العُملة) (بالألمانية Unternehmen Währung). هدف الألمان في هذه العمليات الثلاثة هو خرق خطوط قوات التحالف العسكري الأمريكي البريطاني من وسطه وإعادة احتلال أنتويرب في بلجيكا ثم الالتفاف حول قوات التحالف والقضاء على أربعة جيوش من قواته. حتى يجبروا المتحالفون الغربيون على مفاوضات سلام لصالح قوات المحور.
تم التخطيط لهجوم الأردين بسرية تامة ودون استخدام وسائل الاتصال اللاسلكية فيما يعرف بالتعتيم الاتصال التام (بالإنجليزية: Total Radio Silence). وبالرغم من أن وحدة «أولترا» وهي جهاز التنصت على اتصالات قوات دول المحور، والجيش الأمريكي الثالث توقعا هجوما ألمانيا وشيكا، إلا أن الهجوم حقق عنصر المباغتة المطلوبة. ويعود ذلك أساسا إلى زيادة ثقة قوات الحلفاء بأنفسهم والتهائهم بمخططات هجومهم هم دون الأخذ بعين الاعتبار لهجوم معاكس وقلة الاستطلاعات الجوية وعدم الخبرة القتالية للجيش الأمريكي الأول. هذا وسوء الأحوال الجوية التس ساهمت بتوقف الطيران تم تحقيق عنصر المفاجأة الكامل دون غطاء جوي.
لكن هذا لم يمنع من وجود اعتراضات لدى القائدة الألمان، فمثلاً بالنسبة للخطة الأساسية التي تقضي باحتلال أنتورب في بلجيكا، وشطر قوات الحلفاء إلى قسمين، قال القائد غيرد فون رونتشتيت، القائد العام في الجبهة الغربية، والذي سمى الحلفاء هذا الهجوم لاحقاً باسمه:«أنتويرب! إن وصلنا إلى نهر الموز Meuse فعلينا أن نركع على أقدامنا ونشكر الله». ولذلك فإن قائد مجموعة الجيوش ب فالتر مودل أعد مع قائد الجيش الخامس المدرع هاسو فون مانتوفل والذي يعمل تحت إمرته خطة هجوم متواضعة تتناسب مع إمكانيات الألمان المحدودة، وقُدر أن يكبد هذا الهجوم المتواضع قوات الحلفاء 20 فرقة، إلا أن أدولف هتلر رفض هذه الخطة إذ أنه يريد نصراً شاملاً يعيد له الأمل في كسب الحرب.
إضافة إلى ذلك كان للسياسة دور سلبي في هذه المعركة، فمثلاً فإن سيب ديترتش قائد جيش SS المدرع السادس هو فرد من قوات SS، وقد حاول ضابط ألماني أن يشرح له خطة عسكرية على خريطة فلم يفهم منها شيئاً!
تمكن الألمان من تحقيق ثغرة ظهرت واضحة في جميع الخرائط التي عرضتها صحف تلك الأيام.
أكثر الإصابات في القوات الأمريكية تحققت في الأيام الثلاثة الأولى للمعركة، إذ استسلم لوائين من ثلاثة تابعة لفرقة المشاة الأمريكية 106. معركة الثغرة كانت الأكثر دموية بين جميع معارك الحرب العالمية الثانية التي خاضها الأمريكيون، فلم يتكرر قتل 19,000 جندي في جميع اشتباكاتهم ومعاركهم خلال سنين الحرب. كما أن هذه المعركة كانت الأكبر من حيث القوات المشتبكة من كلا الطرفين قبل ذلك الوقت. ولكن في النهاية لم تتمكن القوات الألمانية من تحقيق أهدافها. وقد تقلصت الكثير من وحدات الجيش الألماني لتكبدهم خسائر كبيرة في الجنود والمعدات. كما أنسحب الكثير من الناجين من القوات الألمانية إلى خطوط دفاعهم التي يسمونها الألمان الجدار الغربي الذي بنوه امام خط ماجينو أو خط سيغفريد كما يسميه الحلفاء.

## الخلفية
بعد الاختراق في النورماندي في نهاية شهر يوليو عام 1944 عندما بدأت عملية الكوبرا في 25 يوليو عام 1944 وبعد الهبوط في جنوب فرنسا يوم 15 أغسطس 1944، تقدمت قوات الحلفاء باتجاه ألمانيا اسرع مما كان متوقعا. ان التقدم السريع بالإضافة إلى الافتقار إلى موانئ عميقة المياه في البداية عرض الحلفاء إلى مشاكل عديدة في الإمدادات.الزيادة في عمليات الإمداد الساحلي باستخدام مناطق إنزال النورماندي ومناطق الإنزال المباشر ل LST (مركبه إنزال تحمل جنود ودبابات) تجاوزت توقعات الخطة، لكن الميناء ذو المياه العميقه الوحيد بيد الحلفاء في شيربورج، بالقرب من شاطئ الاجتياح الاصلي.على الرغم من أن ميناء انتروب في بلجيكا استولي عليه سليم تماما (مع الألمان في طيران كامل) في الايام الأولى من شهر سبتمبر الا انه لم يكن جاهزا للعمل قبل 28 نوفمبر عندما تم تطهير مصب نهر الشيلدات والذي يوفر الوصول للميناء من السيطرة الألمانية.
التأخير كان ناتجا عن فشل كبار القادة العسكريين دوايت أيزنهاور وبرنارد مونتغمري (الذي كان قطاعه) إلى الاعتراف بالحاجة إلى تطهير المصب، في خضم الجدل الدائر حول ما إذا كان مونتغمري أو الجنرال الأمريكي جورج س. باتون في الجنوب سوف يحصل على الأولوية.
تعقيدات اضافية نشأت خلال إعطاء الأولية لعملية حديقة السوق، التي كانت قد حشدت الموارد اللازمة لطرد القوات الألمانية من ضفاف نهر الشيلدات.
القوات الألمانية كانت ماتزال تسيطر على العديد من الموانئ الرئيسية على ساحل القنال الانجليزى حتى أيار / مايو 1945 ؛ تلك الموانئ التي لم تقع بيد قوات الحلفاء في عام 1944 تم تخريبها لحرمانها من الاستخدام الفوري من جانب الحلفاء.
التدمير الواسع النطاق لنظام السكك الحديدية الفرنسية قبل يوم النصر، بهدف حرمان الحركة للالمان، اثبت نفس القدر من الضرر للحلفاء لأنها أخذت وقتا لإصلاح نظام المسارات والجسور.
نظام النقل بالشاحنات المعروف باسم "Red Ball Express" قد انشأ لنقل الإمدادات إلى قوات الخطوط الامامية، استغرق الأمر خمس مرات أكثر من الوقود للوصول لخط الجبهة بالقرب من الحدود البلجيكية عن ما تم ايصالة.
في أوائل أكتوبر\ تشرين الأول، وجب على الحلفاء تأخير هجومات كبرى من أجل بناء إمدادتهم.
الجنرالات باتون، مونتغمري، وعمر برادلي ضغط كل منهم من أجل إيصال الإمدادات ذات الأولوية لجيوشه الخاصة، بغية الاستمرار في المضي قدما ومواصلة الضغط على الألمان.ومع ذلك، الجنرال ايزنهاور، فضل ستراتيجية الجبهة الواسعة مع إعطاء الأولوية لقوات مونتغمري الشمالية،

### التخطيط
قررت القيادة العليا للفيرماخت بعد إصرار هتلر، أن يكون موقع الهجوم في أردين، كما حدث في عام 1940. في عام 1940 مرّت القوات الألمانية عبر آردين قبل ثلاثة أيام من موعد قدوم العدو، لكن خطة عام 1944 دعت إلى المعركة في الغابة نفسها. كانت الخطة الرئيسية هي التقدم غربًا إلى نهر ميوز، ثم إلى شمال غرب أنتويرب وبروكسل. التضاريس في منطقة أردين تجعل الحركة السريعة صعبة للغاية.
جُهّزت أربعة جيوش للعملية، اختار أدولف هتلر شخصيًا أفضل القوات المتاحة والضباط الذين يثق بهم لشن هجوم مضاد على الجزء الشمالي للجبهة الغربية. أُعطي الدور القيادي في الهجوم لجيش بانزر السادس بقيادة سيب ديتريش. وكانت لهم الأولوية بالنسبة للإمدادات والمعدات ووُضع أقصر طريق للهدف الأساسي للهجوم، أنتويرب، بدءًا من أقصى نقطة في الشمال على جبهة القتال المقصودة، وهي أقرب مركز هام لشبكة الطرق في مونشاو.
عُيّن جيش بانزر الخامس بقيادة الجنرال هاسو فون مانتوفيل في القطاع الأوسط بهدف الاستيلاء على بروكسل. عُيّن الجيش السابع، بقيادة الجنرال إريك براندنبرغر، في القطاع الجنوبي، بالقرب من مدينة إيختيرناخ اللوكسمبورغية، بمهمة الحماية. كان هذا الجيش مكونًا من أربعة فرق مشاة فقط، مع عدم وجود تشكيلات مدرعة. نتيجةً لذلك، أحرزوا تقدمًا طفيفًا فقط طوال المعركة.
شارك الجيش الخامس عشر في دور ثانوي أيضًا وذلك بقيادة الجنرال غوستاف أدولف فون زانغين، عاد هذا الجيش مؤخرًا وأُعيد تجهيزه بعد قتال عنيف خلال عملية ماركت غاردن التي كانت تقع في أقصى الشمال من ساحة معركة أردين، وكانت مهمتهم إبقاء القوات الأمريكية في مكانها، مع إمكانية شن هجوم الخاص عندما تتاح الظروف المناسبة.
لكي ينجح الهجوم، وُضعت أربعة معايير حاسمة: يجب أن يكون الهجوم بشكل مفاجئ وأن يكون التقدم سريعًا - إذ يجب الوصول إلى نهر ميوز في منتصف الطريق إلى أنتويرب، وبحلول اليوم الرابع  يجب الاستيلاء على إمدادات الوقود الخاصة بالحلفاء لأن قوات الفيرماخت المشتركة كانت تعاني من نقص في الوقود. قدّرت هيئة الأركان العامة أن لديهم ما يكفي من الوقود لتغطية ثلث إلى نصف الطريق المؤدي إلى أنتويرب في ظروف القتال الشديدة.
دعت الخطة إلى وجود أقل من 45 فرقة، بما في ذلك فرق بانزر وبانزرغرينادير بالإضافة إلى وحدات مشاة مختلفة لتشكيل خط دفاعي مع بدء المعركة. بحلول هذا الوقت عانى الجيش الألماني من نقص حاد في القوى العاملة، وخُفّض العدد إلى نحو 30 فرقة. على الرغم من احتفاظها بمعظم قواتها، لم يكن هناك ما يكفي من وحدات المشاة بسبب الاحتياجات الدفاعية في الشرق. استخدمت هذه الفرق الثلاثين التي أعيد بناؤها حديثًا بعضًا من آخر الاحتياطيات للجيش الألماني، ومن بينها كانت وحدات غرينادير الشعبية التي تشكلت من مزيج من قدامى المحاربين والمجندين الذين كانوا يعتبرون في السابق صغارًا أو كبار السن أو أضعف من أن يقاتلوا. كان وقت التدريب والمعدات والإمدادات غير كافية أثناء الاستعدادات، أما طريقة تأمين إمدادات الوقود الألمانية فهي محفوفة بالمخاطر - فالمواد والإمدادات التي لا يمكن نقلها مباشرة بالسكك الحديدية يجب أن تجرها الخيول للحفاظ على الوقود، نتيجة لذلك، تأجل بدء الهجوم من 27 نوفمبر حتى 16 ديسمبر.[بحاجة لمصدر]
قبل الهجوم، كان الحلفاء غير مدركين لحركة القوات الألمانية. أثناء تحرير فرنسا، قدمت الشبكة الواسعة للمقاومة الفرنسية معلومات استخبارية قيّمة عن التصرفات الألمانية، لكن بمجرد وصولهم إلى الحدود الألمانية، اختفى هذا المصدر. في فرنسا، نُقلت الأوامر داخل الجيش الألماني باستخدام رسائل لاسلكية مشفرة بواسطة آلة إنيغما، والتي يمكن التقاطها وفك تشفيرها بواسطة الحلفاء وكان مقرهم في بليتشلي بارك، لإعطاء المعلومات الاستخباراتية المعروفة باسم ألترا. في ألمانيا، كانت هذه الأوامر تُرسل عادةً باستخدام الهاتف والطابعة عن بُعد، وفُرض أمر صمت لاسلكي خاص في جميع الأمور المتعلقة بالهجوم القادم. أدت حملة القمع الكبرى في الفيرماخت بعد مؤامرة 20 يوليو لاغتيال هتلر إلى تشديد الإجراءات الأمنية وتقليل التسريبات. كما منع طقس الخريف الضبابي طائرات الاستطلاع التابعة للحلفاء من تقييم الوضع على الأرض بشكل صحيح. حتى أن الوحدات الألمانية المتجمعة في المنطقة استعملت الفحم بدلاً من الخشب للطهي بهدف خفض الدخان وتقليل فرص كشفهم من قبل مراقبي الحلفاء.
لهذه الأسباب، اعتبرت القيادة العليا للحلفاء منطقة الأردين قطاعًا هادئًا، معتمدين على تقييمات أجهزة استخباراتهم بأن الألمان لن يتمكنوا من شن أي عمليات هجومية كبيرة في أواخر الحرب.  قادت هذه المعلومات الاستخبارية القليلة إلى تصديق الحلفاء ما أراد الألمان أن يصدقوه بالضبط - أن الاستعدادات كانت فقط للعمليات الدفاعية، وليس الهجومية. اعتمد الحلفاء كثيرًا على ألترا، وليس على الاستطلاع البشري. في الواقع، بسبب جهود الألمان، اعتقد الحلفاء أنه قد تشكل جيش دفاعي جديد حول دوسلدورف في شمال راينلاند، ربما للدفاع ضد الهجوم البريطاني، وكان ذلك عن طريق زيادة عدد القنابل (أي المدافع المضادة للطائرات) في المنطقة وزيادة الإرسال اللاسلكي في المنطقة. اعتقد الحلفاء في هذه المرحلة أن المعلومات ليست ذات أهمية.  كل هذا يعني أن الهجوم، عندما وقع، فاجأ قوات الحلفاء تمامًا. من اللافت للنظر أن رئيس استخبارات الجيش الثالث الأمريكي، العقيد أوسكار كوتش ورئيس المخابرات الأول للجيش الأمريكي وضابط الاستخبارات العميد كينيث سترونغ قد توقعوا بشكل صحيح القدرة الهجومية الألمانية والنية لضرب منطقة الفيلق الثامن الأمريكي. رُفضت هذه التوقعات إلى حد كبير من قبل مجموعة الجيش الثاني عشر الأمريكية. كان سترونغ قد أبلغ بيديل سميث في ديسمبر بشكوكه. أرسل بيدل سميث سترونغ لتحذير الجنرال برادلي، قائد المجموعة الثانية عشرة للجيش، من الخطر. كان رد برادلي مختصرًا: دعهم يأتون. كتب المؤرخ باتريك ك. أودونيل أنه في 8 ديسمبر 1944، استولى حراس الولايات المتحدة على منطقة تل 400 خلال معركة غابة هورتغن.
استُخدمت منطقة أردين كميدان تدريب للوحدات الجديدة ومنطقة راحة للوحدات التي شهدت قتالًا شديدًا وهكذا كانت الوحدات الأمريكية المنتشرة في أردين عبارة عن مزيج من القوات عديمة الخبرة (مثل الفرقة 99 و106)، والقوات المشددة التي أُرسلت إلى هذا القطاع (فرقة المشاة 28).
جرى التخطيط لعمليتين خاصتين رئيسيتين للهجوم. بحلول أكتوبر، تقرر أن أوتو سكورزيي، قائد القوات الخاصة الألمانية الذي أنقذ الديكتاتور الإيطالي السابق بينيتو موسوليني، كان سيقود فرقة عمل من الجنود الألمان الناطقين بالإنجليزية في عملية غريف. كان على هؤلاء الجنود أن يرتدون الزي الأمريكي والبريطاني وشارات كلاب مأخوذة من الجثث وأسرى الحرب. كانت مهمتهم هي الذهاب وراء الخطوط الأمريكية وتغيير اللافتات، وإساءة توجيه حركة المرور، والتسبب عمومًا في حدوث اضطراب والاستيلاء على الجسور عبر نهر ميوز. بحلول أواخر تشرين الثاني أُضيفت عملية خاصة أخرى: كان الكولونيل فريدريش أوغست فون دير هايدتي يقود مجموعة مقاتلة من المظليين في عملية شتوسر، وهي عبارة عن هبوط مظلي ليلي خلف خطوط الحلفاء بهدف الاستيلاء على تقاطع طريق قرب مالميدي.

## صيغة الهجوم

الخطوط الحمراء تبين الأهداف الألمانية بالتقدم إلى أنتوريب (في أعلى يسار الخريطة
الخط الأزرق يبين وضع الحلفاء يوم 15 ديسمبر 1944 (قبل المعركة)
الخطوط البرتقالية تيبن أقصى هجوم حققه الألمان (حتى 26 ديسمبر).

الزعيم الألماني ادولف هتلر احس بان جيوشه ما تزال قد تكون قادرة على الدفاع عن ألمانيا بنجاح في المدى البعيد، إذا ما استطاعوا بطريقة ما تحييد الجبهة الغربية في الأجل القصير.كذلك، اعتقد هتلر بانه قد يكون قادر على تقسيم الحلفاء واقناع الاميركيين والبريطانيين على رفع دعوة منفصله للسلام، مستقله عن الاتحاد السوفيتي.النجاح في الغرب من شأنه أن يعطي الألمان الوقت لتصميم وإنتاج أسلحة أكثر تقدما (مثل الطائرات النفاثة، قوارب U الجديدة والدبابات الثقيلة الفائقة) ويسمح بالتركيز للقوات في الشرق. هذا التقييم ينظر إليه عادة باعتباره غير واقعي، نظرا لتفوق الحلفاء الجوي في جميع أنحاء أوروبا، والقدرة على التدخل بشكل ملحوظ في العمليات الهجومية الألمانية. هتلر تجاهل أو رفض هذا، على الرغم من أن الهجوم كان متعمدا اقرارة لأواخر الخريف، عندما يكون شمال غرب أوروباغالبا ما يغطيه الضباب الكثيف والغيوم المنخفضة، لتقليل الميزة الجوية للحلفاء.
نظرا لتقلص الايدي العاملة للقوات البرية الألمانية في ذلك الوقت، كان يعتقد أن أفضل طريقة للاستفادة من هذه المبادرة سيكون بشن هجوم في الغرب، ضد قوات تحالف أصغر حجما، وليس ضد الجيوش السوفياتية الهائلة. حتى تطويق وتدمير الجيوش السوفياتية بأكملها، نتيجة مستبعدة، سيظل السوفيات يتمتعون بتفوق عددي كبير.
في الغرب، مشاكل الإمدادات بدأت بعرقلة عمليات الحلفاء بشكل كبير، على الرغم من أن افتتاح أنتويرب في تشرين الثاني 1944 ساهم بتحسن الوضع قليلا.جيوش الحلفاء كانت مترامية - مواقعها امتدت من جنوب فرنسا إلى هولندا. التخطيط الألماني يدور حول فرضية أن ضربة ناجحة ضد امتدادات رقيقة غير مأهولة من خط الجبهة ستوقف تقدم الحلفاء على الجبهة الغربية بأكملها.طرحت خطط لعدة هجمات كبرى في الغرب، ولكن دير الفيرماخت (القيادة العليا للقوات المسلحة، أو OKW) سرعان ما تركزت على اثنين.الخطة الأولى لمناورة تطويق دعت إلى هجوم ثنائي على طول الحدود للجيوش الاميركية حول آخن، أملا في تطويق الجيشين التاسع والثالث وترك للقوات الألمانية مجددا السيطرة على مواقع دفاعية ممتازة في المكان الذي قاتلوا فيه الولايات المتحدة إلى طريق مسدود في وقت سابق من العام الحالي. الخطة الثانية دعت إلى هجوم كلاسيكي خاطف عبر جبال الاردين الضعيفة التحصين، مطابق للهجوم الألماني في هذة المنطقة خلال معركة فرنسا في عام 1940، يهدف إلى تقسيم الجيوش على طول خطوط الأمريكية- البريطانية والاستيلاء على انتويرب.سميت هذة الخطة «مراقبة الراين» بعد أغنية وطنية شعبية ألمانية، احتوى الاسم أيضا على تضليل ضمني بان الالمان سوف يتبنون موقف دفاعي في الجبهة الغربية.
اختار هتلر الخطة الثانية، معتقدا ان تطويق ناجح سيكون له تأثير كبير على الوضع العام، ووجود احتمال لتقسيم الجيوش الأنجلو الأمريكية أكثر جاذبية. النزاعات بين مونتغومري وباتون كانت معروفة جيدا، وأمل هتلر في استغلال هذا الانقسام المتصور.إذ إذا كان للهجوم أن ينجح في الاستيلاء على ميناء انتويرب، أربعة جيوش كاملة ستقع دون إمدادات وراء الخطوط الألمانية.
كلتا الخطتين تركزت على شن هجمات ضد القوات الأمريكية؛ اعتقد هتلر ان الاميركيين لم يكونوا قادرين على القتال على نحو فعال، وبأن الجبهة الداخلية الأمريكية عرضة للقضاء عند سماع خسارة أمريكية حاسمة
المكلفون بتنفيذ العملية كان كل من المشير والثر مودل، قائد الجيش الألماني المجموعة باء،
والمشير غيرد فون رونشتد، القائد العام لقيادة الجيش الألماني في الغرب.
اعتقد كل من مودل ورونشتد ان السعى إلى انتويرب كان طموحا جدا،
نظرا لندرة الموارد في ألمانيا في أواخر عام 1944.
في الوقت نفسه، رأى كل منهما ان الحفاظ على وضعية دفاعية بحتة (كما كان الحال منذ النورماندي) لن يؤدي إلا إلى تأخير الهزيمة، وليس تفاديها. لذللك طورا خطة بديلة واقل طموحا لا تهدف إلى عبور نهر الموز، (عملية ضباب الخريف) لمودل وCase Martin لرونشتد. جمع الفيلد مارشالات الاثنين خططهما لتقديم «حل صغير» مشترك إلى هتلر، الذي رفضه لصالح «حله الكبير».
للتشويش Wacht am Rhein(مراقبة نهر الراين) اعيد تسميتها ضباب الخريف بعد أن اعطيت العملية الضوء الأخضر للمضي قدما في أوائل كانون الأول.

## الهجوم الألماني الأولي
يوم16 ديسمبر عام 1944 , وفي الساعة 5:30 , بدأ الالمان الهجوم بقصف مدفعي كبير استمر لمدة 90 دقيقة وباستخدام 1600 قطعة مدفعية عبر جبهة بطول130 كيلومتر (80 ميل) على قوات الحلفاء التي تواجه جيش الدبابات 6. "كان الانطباع الأولي لدى الأمريكان أن هذا هجوم مرتد متوقع، ناتج عن الهجوم الأخير للحلفاء في قطاع Wahlerscheid إلى الشمال، حيث الكتيبة 2 قد اطاحت بتجويف كبير في خط سيجفريد .

## مذبحة مالميدي
في السابع عشر من ديسمبر كان القائد الألماني يواكيم بايبر وقواته بالقرب من مدينة مالميدي البلجيكية عندما رصدو بقايا من الفرقة السابعة المدرعة الأمريكية، وبعد اشتباك قصير استسلم الامريكيين وتمت نزع اسلحتهم. تم إرسال الاسرى مع اسرى تم القبض عليهم مسبقا لحقل مفتوح، بعدها تقريبا ب15 دقيقة وصل يواكيم بايبر، وفجأة بدأت وحدات الإس إس الألمانية (SS) باطلاق النار بشكل عشوائي على الاسرى الامريكيين مما سبب ذعر كبير بين سجناء الحرب، نجح البعض بالهرب لكن الغالبية الساحقة من الاسرى الذي تم القبض عليه تم اعدامهم.

## هجوم الحلفاء المضاد
حاول الالمان تحقيق الهجوم المضاد

## الهجوم المضاد الألماني
في 1 يناير، وفي محاوله للمحافظه على استمرارية الهجوم، بدأ الألمان عمليتين جديدتين.في 09:15، بدأ اللفتوافة عملية (اللوح الأساس)Unternehmen Bodenplatte، حملة كبيرة ضد مطارات الحلفاء في البلدان الدنيا. مئات من الطائرات هاجمت مطارات الحلفاء ودمرت أو الحقت اضرارا جسيمة بما يقارب 465 طائرة.مع ذلك، خسرت اللفتوافة 277 طائرة ،62 عن طريق مقاتلات الحلفاء و162 معظمها بسبب العدد الكبير والغير متوقع من مدافع الحلفاء المضادة للطائرات والتي انشئت للحماية ضد هجمات القنابل الألمانية الطائرة V-1 ولكن أيضا ساهمت النيران الصديقة من المدافع المضادة للطائرات الألمانية التي لم تكن تعلم بالعملية الجوية الواسعة النطاق المنتظرة. تكبد الالمان خسائر فادحة في مطار اسمه Y - 29، وخسروا 24 من طائراتهم الخاصة في حين تم إسقاط طائرة أمريكية واحدة فقط. في حين أن الحلفاء تعافوا من خسائرهم في أيام قليلة، تركت هذة العملية اللفتوافة ضعيفة وغير فعالة للفترة المتبقية من الحرب. في نفس اليوم، أطلق الجيش الألماني المجموعة السابعة (Heeresgruppe G) وجيش مجموعة أعالي نهر الراين (Heeresgruppe Oberrhein) هجوما كبيرا ضد امتداد رقيق بحدود (110 كم) في خط لجيش الأميركي السابع. عرف هذا الهجوم باسم Nordwind Unternehmen (عملية ريح الشمال)، وكان هذا آخر هجوم ألماني كبير في الحرب على الجبهة الغربية. الجيش السابع الضعيف، تحن قيادة أيزنهاور، كان قد ارسل القوات والمعدات والإمدادات إلى الشمال لتعزيز الجيوش الاميركية في الآردن، وترك الهجوم في حالة يرثى لها.

## فيما بعد
تقديرات الضحايا من المعركة تختلف على نطاق واسع.القوائم الرسمية للولايات المتحدة تشير إلى أن 80987 عدد الضحايا الأميركيين، في حين تشير تقديرات أخرى إلى أنها تتراوح بين 70000 إلى 108000. وفقا لوزارة الدفاع الأمريكية تكبدت القوات الأمريكية 89500 من الضحايا بما في ذلك 19000 قتيل،47000 جريح و23000 مفقود.

## معرض صور

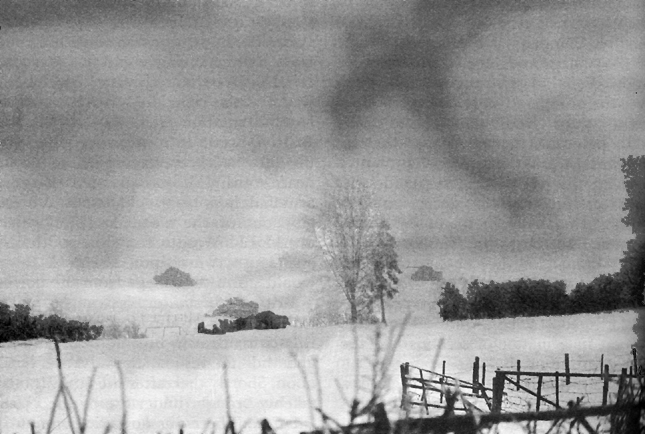
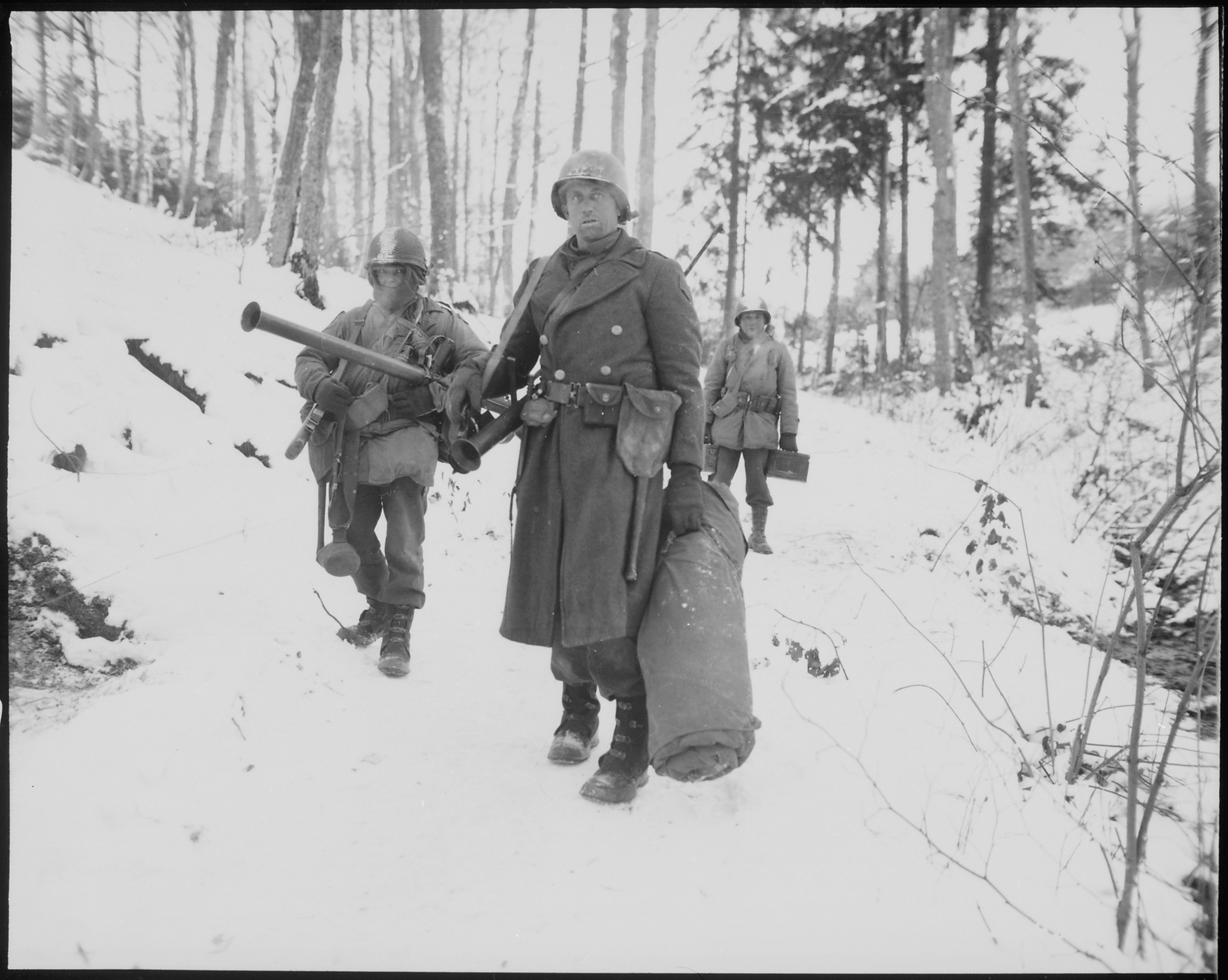
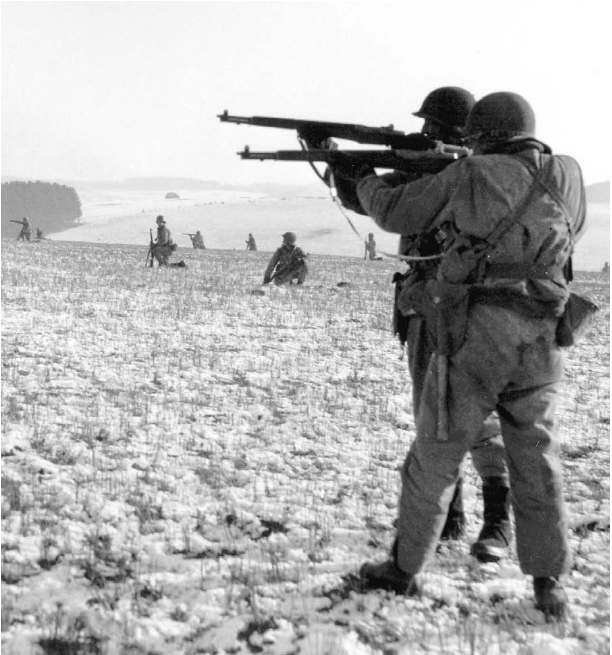

## وصلات خارجية
- Battle of the Bulge - ARMY.MIL Feature site